# Tamás Cseh
Tamás Cseh (Budapest, 22 gennaio 1943 – Budapest, 7 agosto 2009) è stato un cantautore e attore ungherese.

## Biografia

### Infanzia e gioventù
Tamás nasce il 22 gennaio 1943 a Budapest, in Bakáts tér. Suo padre, Ferenc Cseh, era un rappresentante di una importante cooperativa nella cittadina di Tordas, nella contea di Fejér. Nei primi anni di vita la sua famiglia si stabilisce temporaneamente a Tordas, dove egli termina le elementari. Il suo notevole interesse per il canto emerge già a quest'età, incoraggiato soprattutto dalla nonna. 
Nel novembre del 1956, per volontà paterna, la famiglia, con sua sorella maggiore Sára, si trasferisce nuovamente a Budapest. Qui Tamás ha modo di finire i suoi studi alla József Attila High School (oggi Szent Imre High School). Di lì a poco riceve, come regalo da parte dei nonni, una chitarra. In questo periodo fonda la sua prima band (Sztereó) con i due figli del loro vicino di allora, che avevano già un piccolo complesso musicale. Apprende i rudimenti dello strumento principalmente da loro, oltre che da diversi artisti di strada. Nel 1963 il gruppo si scioglie.
Per via del suo amore per il disegno cerca di proseguire gli studi all'Università ungherese di belle arti, ma non viene accettato. Per un anno lavora, quindi, come carpentiere, prima di essere segnalato e spostato di reparto per la sua eccessiva “curiosità”, che si esprimeva per lo più nell'interesse partecipe per la condizione degli altri operai, spesso da lui aiutati. Nel frattempo continua a frequentare corsi di disegno e tenta più volte di entrare in università in un primo momento senza successo. Riesce, infine, a proseguire i suoi studi presso il Collegio di Pedagogia di Budapest, nel dipartimento di disegno dell'Istituto degli insegnanti di Eger e, infine, presso l'Accademia di Belle Arti. Mostrando insofferenza per il tipo di vita imposto in città dal sistema Kádár, decide di trasferirsi nel villaggio di Perkáta. Qui si dedica con poca passione all'insegnamento, trovando solo nella chitarra e nelle passeggiate a cavallo nuova fonte di serenità. Nel Natale del 1965 (dopo sei mesi di permanenza lì), torna a casa a Pest a causa di una malattia. Dopo essersi ripreso decide di non tornare al villaggio. Successivamente è di ruolo in una scuola di formazione professionale a Kelenföld e, dopo aver conseguito il diploma a Eger, gli viene assegnata una cattedra in una scuola superiore di Kőbánya.

### L'interesse per i nativi americani
Tamás è fin da giovanissimo affascinato dalla cultura dei nativi americani; da studente delle scuole superiori forma con i suoi amici, in particolare con tre di loro, un gruppo di gioco di ruolo con regole inizialmente molto semplici: i quattro studenti, indossando costumi da nativi americani, formavano due squadre con l'obiettivo di colpire con delle finte frecce i membri di quella avversaria. A questo primo nucleo di pochi ragazzi si uniscono ben presto altre persone, che con un lento passaparola vengono a conoscenza del gioco, il quale, intanto, andava complicandosi sempre più. A partire dal 1961, quando i ragazzi iniziano a documentarsi meglio presso il Museo Etnografico sulle abitudini degli 'indiani d'America', il passatempo assume la natura di una credibile riambientazione storica. I partecipanti iniziano così a creare autonomamente i propri strumenti e costumi e a procurarsi il cibo in natura per brevi periodi di tempo, di due settimane circa, corrispondenti alla durata del gioco. Le squadre di partenza assumono, a questo punto, il titolo fittizio di tribù, ciascuna con la propria identità e le proprie abitudini. Da qui in poi il compito dei partecipanti è acquisire i beni dell'altra tribù, insieme alla gloria della propria. Ai campeggiatori venivano anche assegnati dei nomi propri in base ad alcune loro caratteristiche. Tamás, ad esempio, viene rinominato dagli amici "Fumo negli occhi".

### Carriera

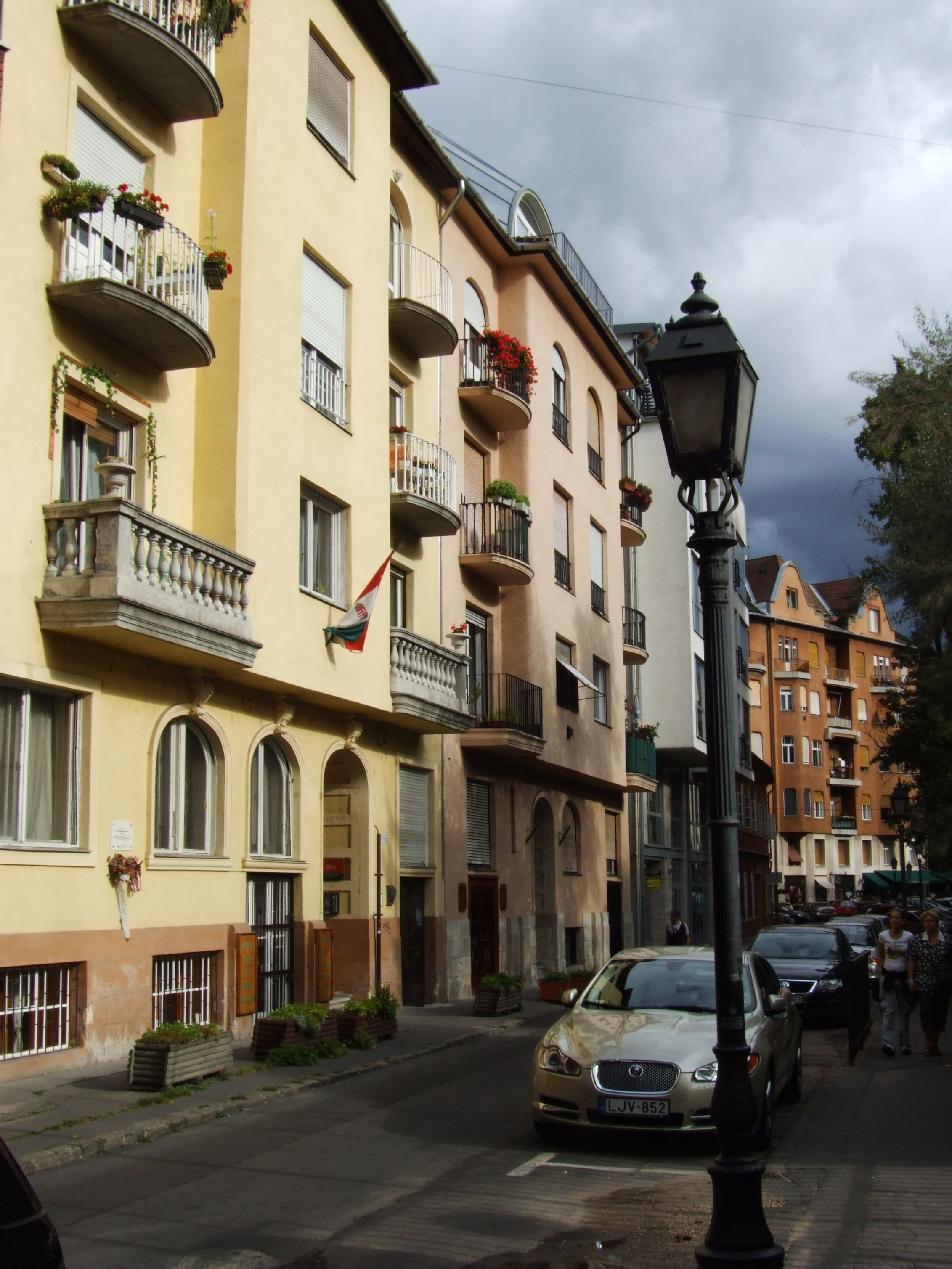
Il palazzo in cui viveva, in via Iskola, Budapest

Nel 1970 incontra Géza Bereményi, con il quale inizia a comporre canzoni dopo appena un giorno di conoscenza. Dopo poco i due si trasferiscono insieme nell'appartamento di Tamás, dove scriveranno centinaia di canzoni, rimaste a lungo inedite a causa della paura degli autori per un'eventuale censura. II regista Miklós Jancsó riesce ugualmente a convincere i due ad usare una delle loro canzoni nella colonna sonora del film Meg kér a nép. Successivamente, gli autori ricevono un'offerta da László Gyurkó, il direttore del teatro Huszonötödik, accettandola solo nell'estate del 1972, data della loro prima apparizione pubblica.
Il duo diviene presto un complesso musicale, che fa il suo debutto il primo marzo del 1973.
Nel settembre 1973 Tamás canta la sigla del programma televisivo per bambini Cimbora, in cui apparirà spesso. Nel 1974 Judit Elek gira con lui un film intitolato La prima fotografia .

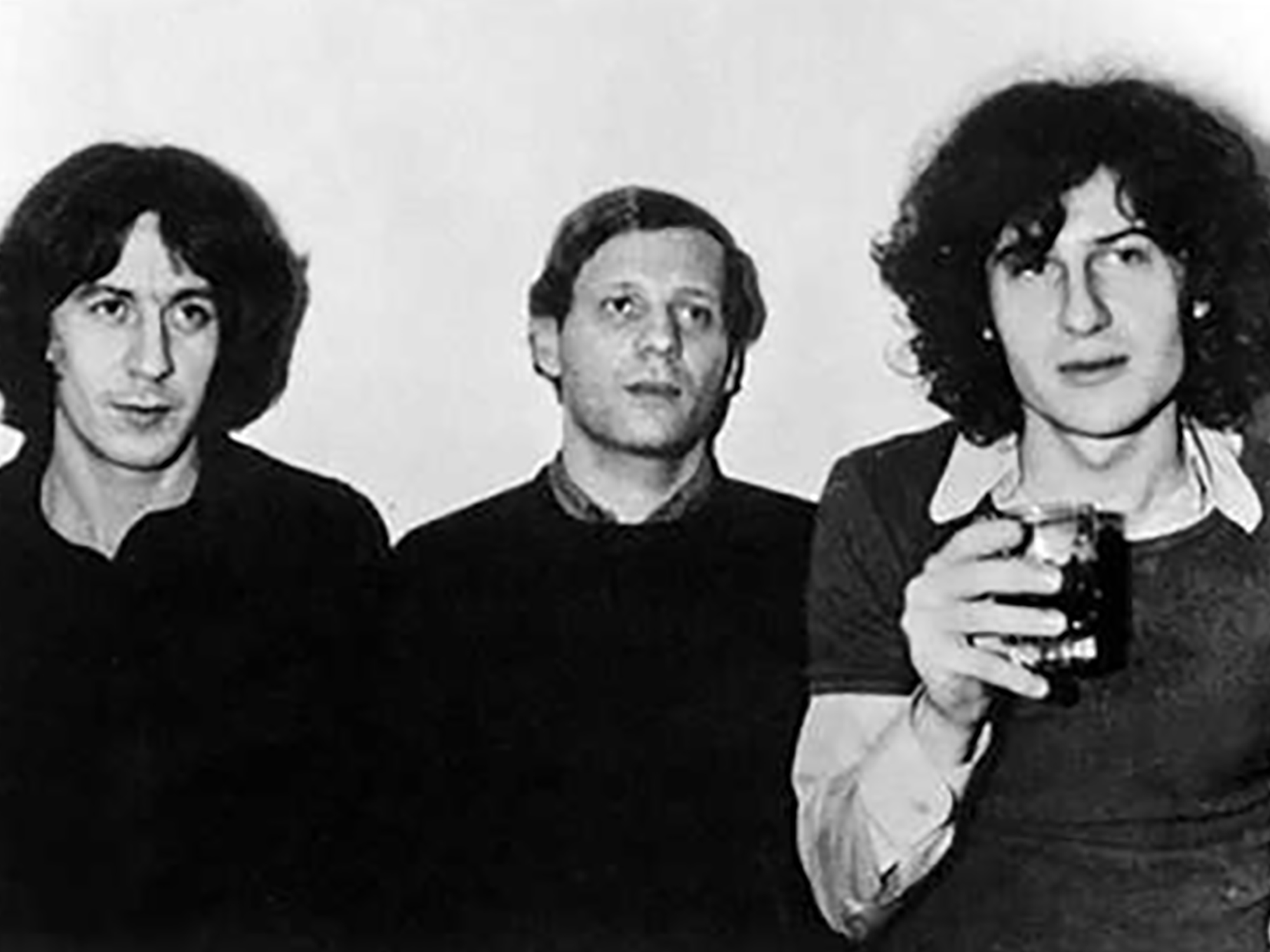
Da sinistra a destra: Tamás Cseh, Géza Bereményi e János Másik negli anni Settanta

Nell'inverno del 1975 avviene l’importante incontro con l’artista János Másik. La loro collaborazione, insieme a quella col sodale Beremény con cui continuerà a lavorare per diversi album fino al 1982 quando quest’ultimo interromperà l’attività di paroliere, porta alla creazione del disco Levél növvèrem. Tema centrale dei testi delle canzoni è la riflessione disillusa sulle condizioni della società ungherese del tempo. Sempre negli anni Ottanta entra a far parte del Teatro József Katona, appena fondato. 
Nel 1980, sposa Éva Császár Bíró e il loro primo figlio, András, nasce un anno dopo. Successivamente all’interruzione del sodalizio con Beremény, trova in Dénes Csengey un nuovo autore d’elezione, con il quale scrive l’album Mélyrepülés. La collaborazione con Dénes pone fine al periodo più politicamente impegnato del cantautore. Ma dall'autunno del 1989, questi torna ad essere affiancato nella scrittura da Bereményi per l’album Új dalok (Nuove canzoni) del 1990.

### Riconoscimenti
Il 15 marzo 1993 riceve il Premio Ferenc Liszt. L'anno successivo, poco tempo dopo la pubblicazione di Lettera a mia sorella 2 riceve la Croce da Ufficiale dell'Ordine al Merito della Repubblica Ungherese. Nel 1998 saluta la sua attività presso il Teatro József Katona e nella stagione successiva continua a mettere in scena i suoi spettacoli al Teatro Bárka. Nel novembre 1998, la Municipalità Metropolitana ha premiato il suo lavoro e quello di Géza Bereményi con il premio Pro Urbe. 
Il 1º marzo 2001 viene presentato il film documentario Tamás Cseh, diretto da Gergely Fonyó e il 15 marzo anno riceve il Premio Kossuth. Nel 2004, anno per lui molto produttivo, presenta la sua nuova serata da solista, A véletlen szavai, e pubblica il suo CD dal titolo Az izati lefé növvéremek assieme a János Másik. Nello stesso periodo esce un nuovo disco, in cui le poesie dell’importante poeta ungherese Endre Ady vengono da lui cantate sulla musica di János Novák. Nel giugno 2006 tiene il suo ultimo concerto solista nella sala della Biblioteca Nazionale Széchényi. Alla fine dell’estate dello stesso anno gli viene diagnosticato un cancro ai polmoni.

### La malattia e la morte
Il 26 agosto 2006 si esibisce per l'ultima volta insieme a János Másik. Poco dopo, le sue condizioni di salute peggiorano. Nel 2007 viene edito un libro con una sua intervista rilasciata a László Bérczes, in cui ripercorre la propria storia. Nel 2008 pubblica, infine, il suo ultimo album di Natale, Fel nagy örömre, prima di morire il 7 agosto 2009 nella sua casa di via Béla Bartók.

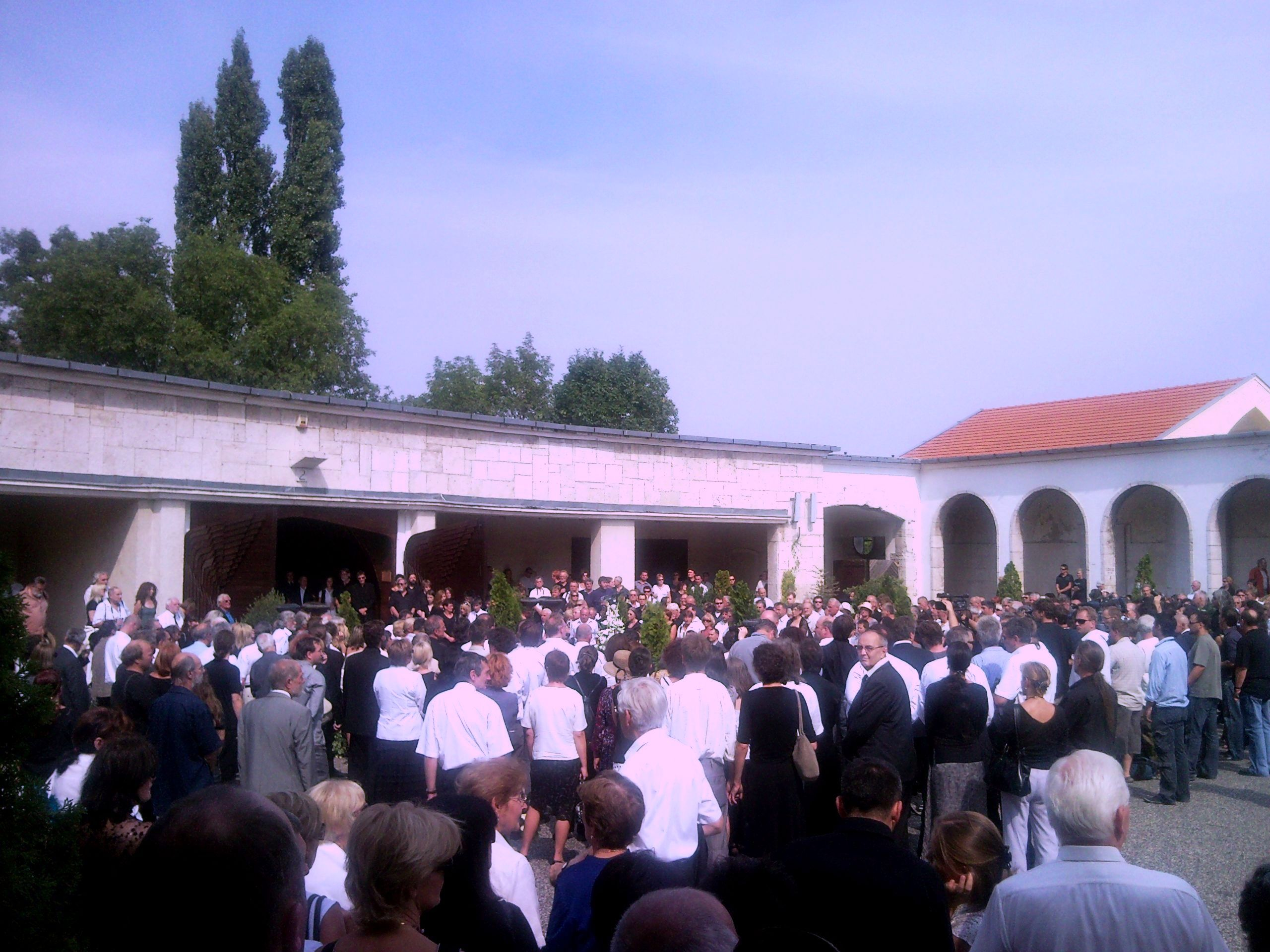
Funerali

In occasione del suo funerale, migliaia di persone lo hanno salutato al cimitero di Farkasrét. Nel suo ultimo viaggio è stato accompagnato dalla musica della band Ökrös e da un discorso di Géza Bereményi. I "compagni indiani", appartenenti al gruppo di riambientazione storica, hanno salutato il capo tribù "Fumo negli occhi" coprendo la sua bara con una coperta intessuta con il motivo di una stella del mattino.

### La sua memoria
Nel 2012, il comune di Újbuda ha indetto un bando per l'installazione di una statua ritraente il cantautore in piazza Gellért a Budapest. La statua è stata realizzata nel 2013. La Società d'Arte DunapArt, anch'essa collegata a Újbuda, ha indetto nel 2010 un concorso nell'ambito del programma della Giornata della Pittura, che è stato vinto dal ritratto di Tamás Cseh di Andrea Fecsó.
Nella cittadina ungherese di Kővágóörsön gli è stata intitolata una via.
Il 25 aprile 2023 è stata inaugurata una mostra temporanea interamente dedicata all'artista, Helyzetjelentések - Cseh Tamás 80, presso il Museo di Letteratura Petőfi a Budapest.